# Tolnay Sándor
Tolnay Sándor (Nagycsömöte, 1748. szeptember 8. – Pest, 1818. április 25.) az állatorvoslás első egyetemi professzora.

## Családja
Kisnemesi családban született. Abból a Tolnay családból származott, amely 1643-ban, III. Ferdinánd magyar királytól nyert nemességet. Katolikus anyakönyvi iratok szerint evangélikus vallásban 1748. szeptember 8-án Nagycsömöte községben született, Vas megyében. Szülei Tolnay László és Török Mária középbirtokosok voltak.
1791. február 27-én Pesten, a józsefvárosi plébánián vette feleségül a húsz éves budai hajadont, Fischer Antóniát; házasságából öt gyermek született. Kempelen Béla négyet sorol, ők: József, Gábor, Antal és Sándor.

## Tanulmányai
Iskoláit Kőszegen és Trencsénben végezte, majd az Udvari Haditanács megbízásából és támogatásával 1769 és 1775 között Párizsban és Franciaország más városaiban, valamint Londonban tanulmányozta a lótenyésztést és -gyógyítást.
A tudományegyetem Pestre költözésének időpontjában II. József kötelezővé tette az egyetem orvosi karán az állatgyógyászat tanítását, illetve hallgatását. Egyúttal Johann Amadeus Wolstein professzor, a bécsi állatorvosi tanintézet hírneves tanára megbízást kapott a pesti orvosi karon egy állatgyógyászati tanszék felállítására vonatkozó terv elkészítésére. Ő figyelt fel a jó képességű és szorgalmas, állatorvoslási tapasztalatokkal is rendelkező orvosjelöltre, Tolnay Sándorra. A nagy hírű tudós javaslatára II. József évi 200 forint ösztöndíjat biztosított Tolnaynak a bécsi állatorvosi tanintézetben való tanulás és külföldi állatgyógyászati intézetekben folytatandó tapasztalatszerzés céljából.

## Az állatorvosi tanszék szervezője és első tanára
Az időközben orvosi, majd Bécsben állatorvosi diplomát is megszerző Tolnay 1786 decemberében megbízást kapott a pesti egyetem orvosi karán a "baromorvoslás ismeretének" tanítására. A Helytartótanács, melyhez közvetlenül tartozott az egyetemi oktatás, a következő év februárjában utasítást adott a tanszék működésének megszervezésére. Ezt az időpontot 1787. február 6-át tekinthetjük a hazai állatorvosi szakoktatás kezdetének.

## Tanítási anyag és rend
1787 nyarán megtartotta tanszékfoglaló előadását a magyarországi állatorvoslás szükségességéről és hasznáról. A féléves, heti háromszor 1 órás kizárólag elméleti oktatást orvostanhallgatók részére tartotta, akik e tanfolyam elvégzése nélkül hivatalos állást nem tölthettek be. Nem hivatalosan, gazdák részére is tartott 4 hónapos alapvető állatgyógyászati ismereteket nyújtó előadásokat. Az első előadás-sorozaton Pest megyéből 21 gazda vett részt és szerzett bizonyítványt. A sikeres kezdeményezésen felbuzdulva a Helytartótanács a szomszédos megyéket is felszólította, hogy a következő, 1788. évi tanfolyamra küldjenek írástudó gazdákat. Mindezt úgy tette Tolnay, hogy sem előadóterme, sem asszisztense nem volt, és csak minimális felszereléssel rendelkezett.
Tolnay 1787-ben nagyszabású tervet készített az oktatás rendjéről, s mivel mintának a bécsi állatorvosi tanintézet működését, felépítését vette, itt is kétéves képzési időt javasolt. Szükségesnek tartotta továbbá egy állatkórház felállítását is. Ezen kívül patkolókovácsok részére is kívánt egyéves tanfolyamot szervezni. Azt is javasolta, hogy csak az a kovács kapjon mesterjogot, aki itt szerezte ismereteit.

## Harc az állatgyógyászat elismertetéséért
1788 és 1794 között egyre csak költözött az állatgyógyászati tanszék az egyik terézvárosi elhanyagolt major rozoga épületeiből egy józsefvárosi másikba. 1794-től hosszabb ideig (33 évig) nem vándorolt a tanszék, illetve "intézet", de a körülmények ezen a helyen is alig valamivel voltak kedvezőbbek, s csak akkor sikerült újból költözni, amikor a roskatag épületben közvetlen életveszély fenyegetett. Ez az elhelyezési tortúra csupán egyik jellemzője volt annak a szélmalomharcnak, amit Tolnay az állatgyógyászat elismertetéséért folytatott.
1790-re Tolnay terveiből annyi valósult meg, hogy egy kis épületből, kertből és egy istállóból álló telek bérleti díjának fedezetét biztosították. Később lehetőséget kapott arra is, hogy egy tanársegédet (akkor adjunktusnak nevezték) alkalmazzon Pohl Ignác személyében, aki szintén a bécsi állatorvosi tanintézetben tanult. Pohl halála után Stulfa Péter orvosdoktor segítette munkáját.
Nem volt indokolatlan Tolnay szívós igyekezete, hogy az állatorvoslás ügyét előbbre vigye, hiszen a tanszékén ismeretet szerzett emberek többszöröse is kevés lett volna a magyarországi állattenyésztés gyógyászati igényeinek ellátására. Pedig ekkor már az 1797-ben Festetics György által alapított keszthelyi Georgikonban is folyt állatgyógyászati képzés, bár egyelőre csak a Festetics birtokok számára.

## Hivatalos oktatási tananyag
1799-ben végül a Helytartótanács rendeletileg is elismerte az állatgyógyászati tanszék keretein belül működő kétféle tanfolyamot. Vagyis az orvostan- és sebészhallgatóknak féléves stúdium formájában előadott állatjárványtant, illetve azt az egyéves ingyenes tanfolyamot, amelyre kovácsokat, ménesmestereket, gazdákat vettek fel. Ez utóbbit "cursus hippiatriae"-nek nevezték és két féléves, 5-5 hónapos oktatási ciklusból tevődött össze. Az első félévben a ló külsejével, anatómiájával és fiziológiájával foglalkoztak. A második szemeszterben a lovak és más háziállatok kórtanával, alapvető műtéti és sebkezelési eljárásokkal ismerkedtek meg. 1800-tól kovácsműhelyt állítottak fel, ahol egy kovácsmester segédjével együtt mutatta be a helyes patkolás és patakezelés módját. A külső tulajdonságokat Tolnay élő lovon ismertette. Ő tanította a speciális kórtant is.
Tolnay tanári pályafutása kezdetétől síkraszállt a magyar nyelven való tanítás lehetőségéért, az 1800-as évek elején szívós és következetes harcának eredményeként a Helytartótanács engedélyezte, hogy az órák felét magyar nyelven tartsa meg.
Az 1810-es évek elejétől egyre többet betegeskedett, az állatgyógyászat szerencséjére 1811-től olyan kívánó adjunktust kapott maga mellé, mint Brunkala Román, aki előzőleg a keszthelyi Georgikonban tanította az állatorvoslást.

## Állattenyésztési felvilágosító tevékenysége
Tolnay oktatói tevékenysége mellett az ország állattenyésztésében is szerepet vállalt. 1792-ben helytartótanácsi felhívásra két terjedelmes utasítást dolgozott ki a marhavésszel kapcsolatos teendőkről. A nyomtatásban is megjelent utasítások az állatvészek megelőzéséhez és a gyógyításhoz adnak hasznos tanácsokat.
Tolnayt (hiába volt professzori címe) nem tartották az egyetemi orvosi kar egyenrangú tagjának és a kari ülésekre sem kapott meghívót. Fizetése pedig soha nem érte el az orvosi kar többi tagjának bérszintjét, kinevezése után 12 évig változatlan összeget kapott.
Betegsége, valamint az állandó harc a meg nem értéssel és a közönnyel, egyre inkább aláásta egészségét és 1818 tavaszán Pesten meghalt.

## Művei
Élete nagy része az állatorvoslás elismertetéséért folytatott harc jegyében telt el. Jelentős irodalmi munkásságot fejtett ki.
- A marha-veszélről való könyv, mellyet a paraszt embereknek kedvekért német nyelven Wolstein Amadeus János... irt, ford... Bécs, 1784. (2. kiadás. Uo. 1786. 3. k. Buda, 1816.).
- A barom-állatok seb-gyógyítása tudományáról irt könyvek, mellyeket Wolstein Amadeus János... német nyelven kiadott, most pedig... magyar nyelven kibocsáttatott. Bécs, 1785.
- A pusztai, hadi és házi ménesekről irt könyv, mellyet Wolstein... német nyelven kiadott, most pedig... magyarra fordított. Uo. 1786. Két kötet.
- A lovak neveléséről írt könyve (Fugger Márknak), melyet Wolstein... az 1578. költ editio szerint némely jegyzésekkel együtt és második részszel megtoldva ékesebb német nyelven kiadott, most pedig... magyarra fordított és kir. privilegium alatt kibocsátott. Uo. 1786. Két kötet.
- A falusi embereknek írt oktatás, melyből kiki megtanulhatja, miképen kellessék a vízben holt, felakasztott, megfulladt, megfagyott, a hévségben elájult és a menykőtől üttetett szerencsétlen felebarátján segíteni és mitől őrizkedjék leginkább a szabadító, hogy maga életének ne ártson; melyet Schosulán János Mihály német nyelven kiadott, most pedig ... magyarra fordított. Uo. 1786.
- Von der Nothwendigkeit und dem Nutzen der Thierarznei besonders für Ungarn. Eine akademische Rede bei Antritt seines Lehramtesgehalten. Pest, 1787.
- Barmokat orvosló-könyv, melyet a közjónak hasznára kibocsátott ... Uo. 1795. Három táblázattal és egy rézmetszettel.
- Artis veterinariae compendium pathologicum de cognoscendis, de curandis animalium epidemico contagiosis, et praecipuis sporadicis morbis. Cum adnexis formulis et tabellis... Pestini, Posonii et Lipsiae, 1799. Egy táblázattal és tábla rajzzal. (E munkát a koppenhágai tudós társaság elismerő okirattal tüntette ki. A pesti egyetemen ez volt a köteles állatorvosi tankönyv 1805-től 1823-ig. Tótul: Beszterczebánya, 1808. Ism. N. Annalen der Literatur Wien, 1809.).
- A lovak külső szép vagy rút termetek és hibái megismeréséről és azoknak belső és külső betegségeik orvoslásáról. Pozsony és Pest, 1804. Két tábla rajzzal. (Újabb kiadása. Buda, 1816.).
- Institutiones de praecavendis luibus cornutorum pecorum epidemico contagiosis et quibusdam sporadicis morbis. Budae, 1816. (Névtelenül. Németül: ford. Halitzky András. Uo. 1816. Magyarul: ford. Uo. 1816.).
- Praktisches Handbuch der Erkenntniss und Heilung der Seuchen, Kontagionen u. der vorzüglichsten sporadischen Krankheiten der Rinder, Pferde, Schafe u. Schweine, u. der Hundswuth. Aus dem Latein. von Joh. Jos. Wilhelm Lux. Nebst einer vorangehenden Abhandlung, wie ein Thierhospital mit einer populären viehärztlichen Anstalt in jeder grossen Stadt ohne Kosten der Regierung zu errichten sei. Neueste Auflage. Leipzig, 1817. (Ezen czímmel is: Sammlung der besten ökonomischen Werke XXIII. Band). Többi munkái részben tótul is megjelentek.

## Emlékezete

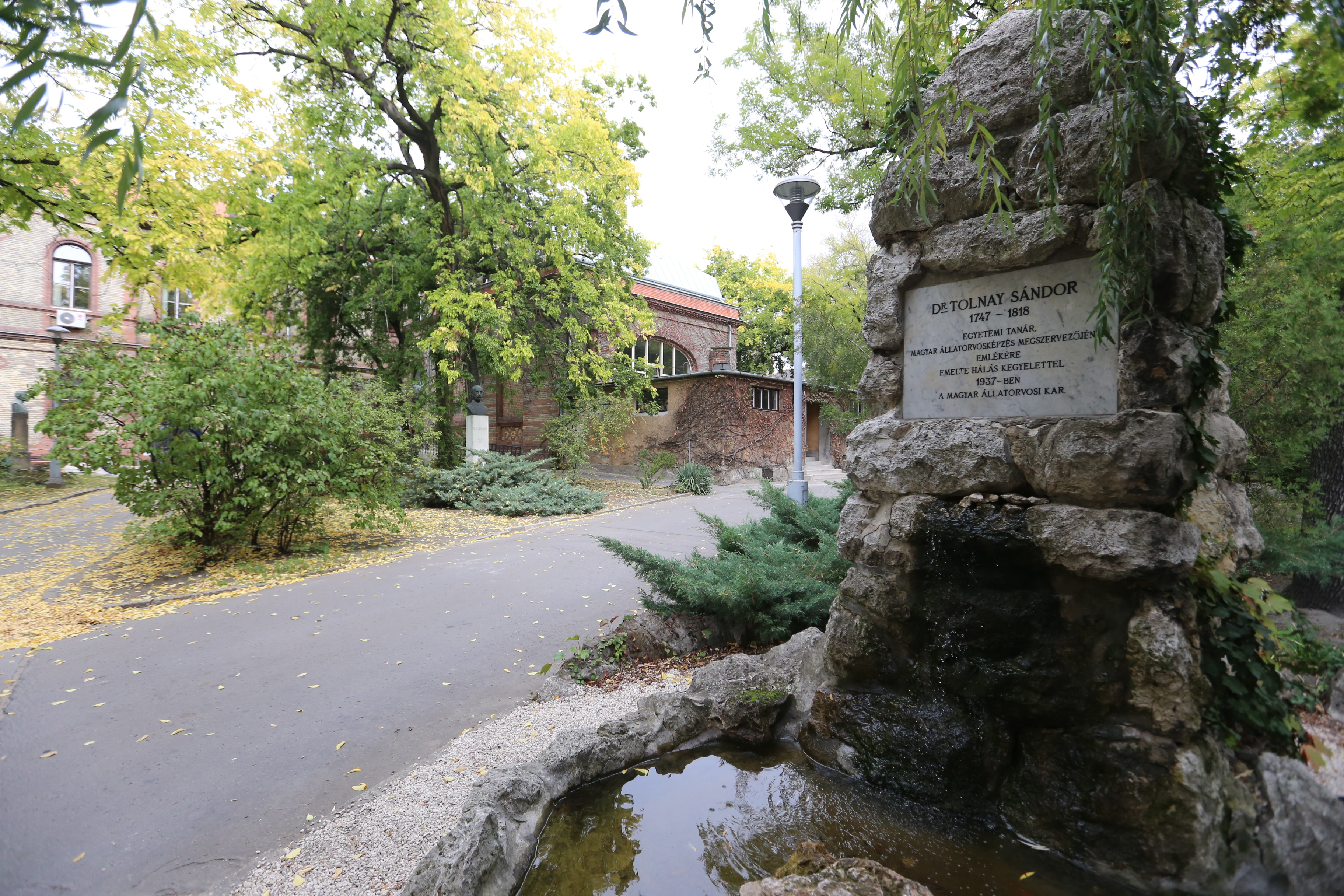
Tolnay Sándor-díszkút Budapesten

- A budapesti Állatorvostudományi Egyetem Állatorvosi Kara 1937-ben az egyetem parkjában egy díszkutat emelt tiszteletére, mert addigi ismereteik szerint nem ismerték arcképét.[6]
- Festett portréja az Állatorvos-tudományi Könyvtár olvasótermében látható 1988. szeptember 8. óta. Csizmadia Emil festőművész festette Donát János eredeti alkotásról.[7]
- Szülőföldjén, a Gyöngyösfalusi Általános Iskola felvette Tolnay Sándor nevét. 1988. szeptember 8-án avatták fel a községben Marosíts István emlékművét az első magyar állatorvos-professzor emlékezetére az iskola ősparkjában.[8]
- Szombathelyen (Herény) utcát neveztek el róla.[9]
- Szülőhelyén, Nagycsömötén, a későbbi Lukácsházán is utca viseli nevét, továbbá a község 1998. október 16-án a Művelődési Otthon udvarán kialakított jubileumi emlékparkjában egy őt ábrázoló szobrot is állíttatott.[10] Az 1990-es évek eleje óta szeptember 10-e körül - Tolnay Sándor születésének évfordulója apropóján - megemlékezést tartanak.[9]
- A Földművelésügyi Minisztériumban 1992. január 27-én Tolnay Sándor-díjat alapítottak, mellyel évente a kiemelkedő állatorvosi tevékenységet, kutatást díjazzák. Ebből alkalmanként 3 adományozható (egy intézetnek és két személynek).[11][9] Ugyanebben az évben augusztus 19-én avatta fel Gergátz Elemér földművelésügyi miniszter emléktábláját és bronz mellszobrát a Kossuth Lajos téri Földművelésügyi Minisztérium épületének árkádja alatt, amit az 1980-as években előkerült, Tolnay professzort ábrázoló festmény alapján Marosits István szobrászművész készített.[12]
- 1962-ban az állategészségügyi szakoktatás 175. évfordulójának alkalmából érmet bocsátottak ki. Az öntött bronzérem Csúcs Ferenc szobrászművész alkotása volt.[13]